# Peyrelevade
Peyrelevade är en kommun i departementet Corrèze i regionen Nouvelle-Aquitaine i de centrala delarna av Frankrike. Kommunen ligger  i kantonen Sornac som tillhör arrondissementet Ussel. År 2022 hade Peyrelevade 831 invånare.

## Befolkningsutveckling
Antalet invånare i kommunen Peyrelevade
Referens:INSEE